# 特里普山
83°17′S 166°53′E / 83.283°S 166.883°E
特里普山（英語：Mount Tripp）是南極洲的山峰，位於沙克爾頓海岸的羅德斯峰西北面11公里，處於霍夫曼冰川和休伊特冰川之間，屬於霍蘭山脈的一部分，海拔高度2,980米，由英國探險隊發現，現時由南極條約體系管理。